# Jacques Bergier
Jacques Bergier (geboren als Jakow Michailowitsch Berger, russisch Яков Михайлович Бергер; * 8. August 1912 in Odessa; † 23. November 1978 in Paris) war ein französisch-polnischer Chemiker, Alchemist, Okkultist, Spion, Journalist und Sachbuchautor.

## Leben
In den 1960er- und 1970er-Jahren wurde er als Koautor des Bestsellers von Louis Pauwels, Aufbruch ins dritte Jahrtausend (französisch Le Matin des Magiciens), bekannt. Mit Pauwels setzt er sich darin unter anderem mit Parapsychologie, Geheimgesellschaften, Prä-Astronautik und den okkulten Wurzeln des Nationalsozialismus auseinander. Die beiden verstanden ihr Werk als Einführung in die von ihnen selbst gegründete literarische Bewegung des „fantastischen Realismus“. Da das Buch „extrem teuer“ gewesen sei, sei „jedes Exemplar von mindestens zehn Personen gelesen“ worden, schrieb Paulo Coelho in seinem Roman Hippie (2018).

## Trivia
Jacques Bergier wurde von Georges Remi in dem Band Flug 714 nach Sydney in der Figur des Mik Esdanitoff (original Mik Ezdanitoff) persifliert.

## Schriften
- mit Louis Pauwels: Le Matin des magiciens. Introduction au réalisme fantastique. Gallimard, Paris 1959 (= folio. Band 129); Gallimard, 1972.
  - deutsch Aufbruch ins dritte Jahrtausend. Von der Zukunft der phantastischen Vernunft. Scherz, Bern/Stuttgart 1962; Heyne, München 1976, ISBN 3-453-00638-0; Goldmann, München 1979, ISBN 3-442-11711-9; ebd. 1986, ISBN 3-442-14015-3
- mit Louis Pauwels: Der Planet der unmöglichen Möglichkeiten. Scherz, Bern/München/Wien 1968; Heyne, München 1975, ISBN 3-453-00457-4 (Sammelband der „wichtigsten Beiträge von Louis Pauwels und Jacques Bergier aus PLANÈTE“)
- L’Espionnage industriel. 1969
  - Industriespionage. List, München 1970, ISBN 3-471-77136-0; Goldmann, München 1972, ISBN 3-442-02983-X
- mit Louis Pauwels: L’Homme éternel. La suite du Matin des Magiciens (= Embellissement de la vie. 1). Gallimard, Paris 1970; (= folio. 365) Gallimard, 1973
  - Die Entdeckung des ewigen Menschen. Die Umwertung der Menschheitsgeschichte durch die phantastische Vernunft. Scherz, Bern/München/Wien 1971; Heyne, München 1975, ISBN 3-453-00510-4
- L’Espionnage scientifique. 1971
  - Wissenschaftsspionage und Geheimwaffen. BLV-Verlagsgesellschaft, München/Bern/Wien 1972, ISBN 3-405-11195-1; Fischer-Taschenbuch-Verlag, Frankfurt 1975, ISBN 3-436-02071-0
- Aux limites du connu. 1971
  - Vorstoß an die Grenzen des Möglichen. Die fantastischen Wirklichkeiten der modernen Naturwissenschaften. Müller, Rüschlikon/Stuttgart/Wien 1972, ISBN 3-275-00476-X
- Les Empires de la chimie moderne. 1972
  - Die fantastischen Möglichkeiten der modernen Chemie. Müller, Rüschlikon/Stuttgart/Wien 1974, ISBN 3-275-00531-6
- Je ne suis pas une légende. Retz, Paris 1977 (Autobiographie)

Mitbegründer (zusammen mit Louis Pauwels):
- Planète. Zweimonatszeitschrift. Paris 1961 ff. (Von 1968 bis zur Einstellung 1971 u.d.T. Le Nouveau Planète; etliche Auslandsausgaben – von 1969 bis 1971 in acht Ausgaben auch in Deutschland, zunächst u.d.T. Planet, ab Nr. 6, 1970 als Planet Magazin bei Ed. Planet, München. Daneben Extraausgaben Encyclopédie Planète und Anthologie Planète). In Planet erschien:
  - Das Geheimnis des Feuers. In: Planet. 2, Juli/August 1969, S. 33–41.
  - Die Alchemie: NEIN zu einer Wissenschaft ohne Gewissen. Planet 3, September/Oktober 1969, S. 47–59.
  - mit A. Amar, B. der Jouvenel, R. Merle, B. Thomas und H. Viard: Interview zur Frage: „Was ist Politic-Fiction?“  In: Planet Magazin. Nr. 6, März/April 1970, S. 102–111.